# محمد فیروزی (سیاستمدار)
محمد فیروزی(زاده ی ۱۳۵۵ بادرود ، نطنز) سیاستمدار ایرانی است او نمایندگی حوزه ی انتخابیه ی نطنز بادرود و بخش قمصر در دوره ی نهم مجلس شورای اسلامی و عضو کمیسیون عمران و مدیر کل کنترل و پیشرفت طرح های مناطق نفت خیز وزارت نفت را در کارنامه دارد
محمد فیروزی در سال ۱۳۵۵ در شهر بادرود از توابع نطنز زاده شد.وی پس از گذراندن تحصیلات دانشگاهی در سال ۱۳۷۷به عنوان دبیر در وزارت آموزش و پرورش استخدام شد.فیروزی در اسفند ماه سال ۱۳۹۰ به عنوان نماینده ی حوزه ی انتخابیه ی شهرستان نطنز بادرود و قمصر از توابع استان اصفهان به نهمین دوره ی مجلس شورای اسلامی راه پیدا کرد

## مسوولیت ها
- عضو کمیسیون عمران
- دبیر کمیسیون عمران
- رییس کمیته ی مسکن کمیسیون عمران
- رییس فراکسیون مدیریت شهری
- نائب رییس فراکسیون معادن
- سخنگوی فراکسیون فرهنگیان
- عضو فراکسیون محیط زیست
- عضو فراکسیون ورزش و جوانان
- عضو فراکسیون مناطق محروم
- رئیس گروه پارلمانی چین
- رئیس گروه پارلمانی سفر های نمایندگان مجلس به سوئیس آلمان هلند سریلانکا روسیه ترکیه مالزی
- مدیر کل کنترل و پیشرفت پروژه های مناطق نفت خیز
- مشاور و نماینده ی تام الاختیار معاونت توسعه ی عمرانی مناطق نفت خیز
- کارشناس پشتیبانی آموزش پرورش
- کارشناس شاهد و امور ایثارگران آموزش و پرورش
- کارشناس آموزش و پژوهش شاهد و ایثارگران آموزش و پرورش
- معاونت آموزشی دبیرستان هنرستان
- مدیر مسئول ماهنامه ی زمرد کویر